# Filósofas

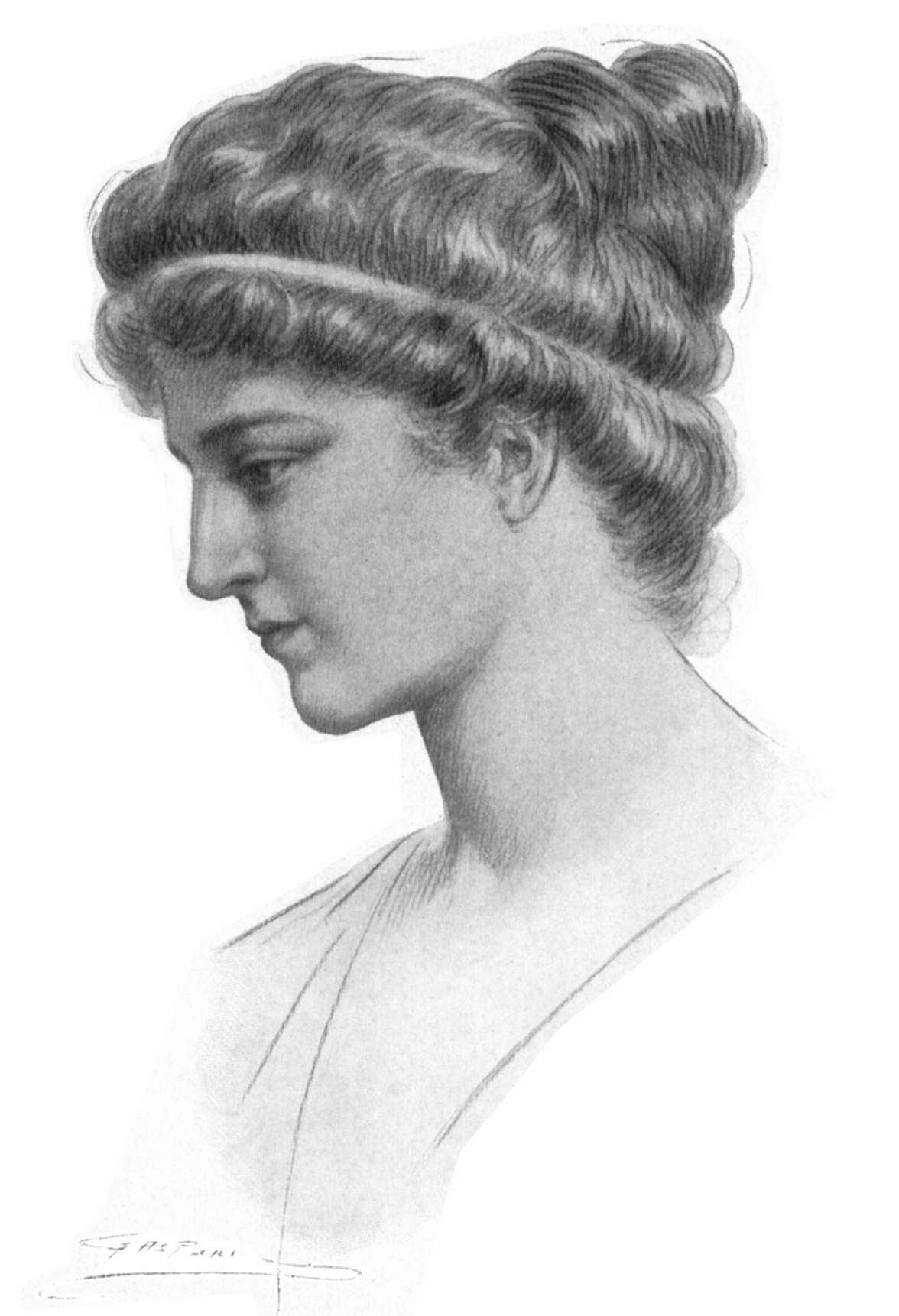
Retrato idealizado de la antigua filósofa neoplatónica griega Hipatia por Jules Maurice Gaspard (1908).

Desde la antigüedad se ha tenido conocimiento de mujeres que se han dedicado a la filosofía a lo largo de la historia, pero mucho de su legado no ha sido tan estudiado hasta nuestros días. Existen testimonios de mujeres filósofas al menos desde la Grecia antigua y un número relativamente pequeño de ellas fueron consideradas como tal en las épocas antigua, medieval, moderna y contemporánea, especialmente durante los siglos XX y XXI, apenas hay mujeres filósofas que hayan entrado en el canon filosófico occidental. La mujer y la filosofía siempre se ha mantenido en un completo tabú y según estudios posteriores algunos filósofos occidentales atribuían al hombre un carácter racional y a la mujer un potencial más emotivo e intuitivo. De esta opinión fueron Aristóteles, Séneca, Tomás de Aquino, Rousseau, Hegel, Schopenhauer y Nietzsche.
En la filosofía antigua en Occidente, mientras que la filosofía académica era del dominio de filósofos masculinos como Platón y Aristóteles, filósofas como Hiparquia de Maronea (activa hacia el año 325 a. C.), Areta de Cirene (activa en el siglo V-IV a. C.) y Aspasia de Mileto (470-400 a. C.) mantuvieron también actividad durante este período. Una notable filósofa medieval fue Hipatia (siglo V). Filósofas modernas destacadas fueron Mary Wollstonecraft (1759-1797) y Margaret Fuller (1810-1850). Entre las filósofas contemporáneas influyentes están Ayn Rand (1905-1982), Susanne Langer (1895-1985), Hannah Arendt (1906-1975), Simone de Beauvoir (1908-1986), María Zambrano (1904-1991), Mary Midgley (1919), Mary Warnock (1924-2019), Celia Amorós (1944), Julia Kristeva (1941), Patricia Churchland (nacida en 1943), Susan Haack (nacida en 1945) y Amelia Valcárcel (1950).
A principios del siglo XIX, algunas universidades del Reino Unido y Estados Unidos comenzaron a admitir a las mujeres, dando lugar a nuevas generaciones de mujeres académicas. Sin embargo, investigaciones del Departamento de Educación de los Estados Unidos realizados a finales de los años 1990 del siglo XX indicaban que la filosofía era uno de los campos más desiguales en las humanidades con respecto a la presencia de varones y mujeres. Las mujeres constituían apenas el 17% del estudiantado en la Facultad de filosofía. En 2014, Inside Higher Education describió la filosofía "... con una historia propia en la disciplina de la misoginia y acoso sexual" de las mujeres estudiantes y profesoras. Jennifer Saul, profesora de filosofía en la Universidad de Sheffield, declaró en 2015 que las mujeres "... están dejando la filosofía después de haber sido acosadas, agredidas o haber sufrido represalias".
A principios de los años noventa, la Asociación Filosófica Canadiense afirmó que existe un desequilibrio de género y sesgo de género en el campo académico de la filosofía. En junio de 2013, un profesor de sociología estadounidense declaró que "de todas las citas recientes en cuatro prestigiosas revistas de filosofía, las mujeres representan solo el 3,6 % del total". Los editores de la Enciclopedia de Stanford de la Filosofía han trasladado su preocupación sobre la subrepresentación de las mujeres filósofas, y reclaman a editores y escritores garantizar que se incluyan las contribuciones de las mujeres filósofas. Según Eugene Sun Park, "la filosofía es predominantemente blanca y predominantemente masculina, esta homogeneidad existe en casi todos los aspectos y en todos los niveles de la disciplina". Susan Price sostiene que el "... canon filosófico sigue dominado por los hombres blancos -la disciplina que ... todavía sigue al mito de que el genio está ligado al género." Según Saul," la filosofía, la más antigua de las humanidades, es también la más masculina (y la más blanca). Si bien otras áreas de las humanidades se acercan a la paridad de género, la filosofía es en realidad más abrumadoramente masculina incluso que las matemáticas."
"Me fui a hojear al menos tres enciclopedias filosóficas y de todos estos nombres (salvo Hipatia) no encontré ningún rastro. No es que no hayan existido mujeres filósofas. Es que los filósofos han preferido olvidarlas, quizás después de haberse apropiado de sus ideas" dice el escritor y filósofo italiano Umberto Eco en "Filosofare al femminile" recordando la existencia de Diotima, Arete, Nicarete, Ipazia, Astasia, Teodora, Leoncia y Caterina de Siena, a propósito de la publicación en Francia de Histoire des femmes philosophes de Gilles Menage, latinista del siglo XVII, preceptor de Madame de Sévigné y de Madame de Lafayette cuyo libro, aparecido en 1690, se titulaba originalmente Mulierum philosopharum historia.

## Historia
Si bien hubo filósofas desde los primeros tiempos, y algunas fueron aceptadas como filósofas durante sus vidas, casi ninguna mujer filósofa ha entrado en el canon occidental filosófico. La investigación de la historia de la filosofía se enfrenta a dos problemas principales: el primero es la exclusión de las mujeres filósofas de los textos de historia y filosofía, lo que lleva a una falta de conocimiento sobre las mujeres filósofas entre quienes estudian filosofía. El segundo problema trata de lo que los filósofos canónicos tenían que decir sobre la filosofía y el lugar de las mujeres en ella. En los últimos veinticinco años ha habido un aumento exponencial en la escritura feminista sobre la historia de la filosofía y de lo que ha sido considerado el canon filosófico. Según Eugene Sun Park, "la filosofía es predominantemente blanca y predominantemente masculina, esta homogeneidad existe en casi todos los aspectos y en todos los niveles de la disciplina". Susan Price sostiene que el "... canon filosófico sigue dominado por los hombres blancos -la disciplina que ... todavía sigue al mito de que el genio está ligado al género." Según Saul,"la filosofía, la más antigua de las humanidades, es también la más masculina (y la más blanca). Si bien otras áreas de las humanidades se acercan a la paridad de género, la filosofía es en realidad más abrumadoramente masculina incluso que las matemáticas." En el número publicado el 13 de mayo de 2015 de The Atlantic, Susan Price señala que aunque la primera obra de Kant en 1747 cita a Émilie du Châtelet, una filósofa que era "... erudita de Newton, religión, ciencia y matemáticas", "su trabajo no se encuentra en las más de mil páginas de la nueva edición de The Norton Introduction to Philosophy ". The Norton Introduction to Philosophy no menciona a una ninguna filósofa femenina hasta mediados del siglo XX. Los estudiosos sostienen que las mujeres filósofas también están ausentes de las otras antologías principales utilizadas en las aulas universitarias. Las antologías de filosofía de la universidad no mencionan generalmente a filósofas del siglo XVII como Margaret Cavendish, Anne Conway y Damaris Cudworth Masham. Amy Ferrer, directora ejecutiva de la American Philosophical Association, "las mujeres han sido sistemáticamente excluidas del canon y las mujeres que llegan no pueden ver cuánta influencia han tenido las mujeres en el campo". En la Enciclopedia de la Filosofía, publicada en 1967, contiene entradas sobre más de 900 filósofas pero ninguna entrada para Wollstonecraft, Arendt o Beavouir: "[Estas] mujeres filósofas eran apenas marginales" al canon establecido en ese momento.

### Edad Antigua

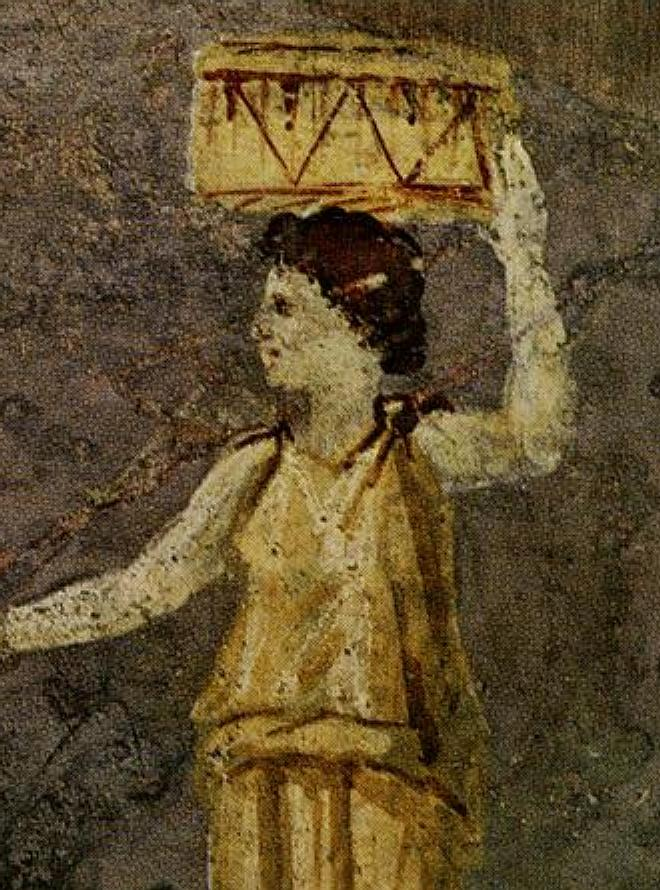
Hiparquía de Maronea.

Las primeras mujeres filósofas de las que se tiene noticia estuvieron vinculadas a la escuela pitagórica: Melissa de Samos, Myia, Perictione, Fintis y Téano, son algunos de los nombres que han llegado hasta nuestros días. Por otra parte, aparecen algunas mujeres relacionadas indirectamente con la filosofía, como Aspasia de Mileto, maestra de retórica, logógrafa y promotora del pensamiento y la cultura en la Grecia de Pericles. Aspasia también aparece en los escritos de Platón, Jenofonte y otros autores de la época. Algunos académicos señalan que Platón, impresionado por su inteligencia e ingenio, basó el personaje de Diotima de Mantinea de El Simposio en Aspasia. Sócrates atribuye a Diotima sus lecciones sobre el Eros.
Eurípides compuso la tragedia Melanipa la filósofa, donde el personaje de Melanipa muestra sus conocimientos astronómicos, como ya hizo Aglaonice, y a argumentar la doctrina filosófica de Anaxágoras.
Se vinculó al platonismo medio a Clea, una sacerdotisa de Delfos. También aparece en el Liceo de Aristóteles el nombre de Pánfila, discípula de Teofrasto. Igualmente hubo mujeres filósofas en las escuelas epicúrea y estoica, tanto en Grecia como en Roma. Dentro de la escuela epicúrea (el Jardín) se permitía el acceso a la enseñanzas de Epicuro a mujeres. Entre ellas destacan Temista de Lámpsaco y Leontion (ver Mujeres epicúreas). En el estoicismo destacan las cinco hijas del filósofo Diodoro Cronos, perteneciente a la escuela de Mégara, fundada por Euclides de Mégara. Estas fueren Menexena, Argea, Teognis, Artemisia y Pantaclea. En la escuela cínica destaca Hiparquía de Maronea (siglo IV a. C.) En el neoplatonismo, según Porfirio, se reunieron varias mujeres, entre ellas Gémina y Anficlea. Hacia el final del período helenístico despunta Hipatia de Alejandría, la mujer científica y filósofa más importante de la antigüedad. Estudió las obras de Platón y Aristóteles, pero se dedicó sobre todo a la astronomía y la matemática.
Otras filósofas destacadas de la Antigüedad son:
- Gargi Vachaknavi (siglo VII a. C.): filósofa india.
- Temistoclea de Delfos (siglo VI a. C.): sacerdotisa del Templo de Delfos.
- Eumetis, sobrenombre de Cleobulina (siglo VI a. C.): hija de Cleóbulo de Lindos, uno de los siete sabios de Grecia.
- Sosípatra de Éfeso (siglo IV a. C.): filósofa neoplatónica y mística.
- Areta de Cirene (siglo IV a. C.): filósofa de la escuela cirenaica.
- Nicarete de Mégara (siglo IV a. C.)
- Melisa de Samos (siglo IV o III a. C.): filósofa asociada a la escuela pitagórica.
- Aesara de Lucania (siglo IV o III a. C.): filósofa asociada a la escuela pitagórica.
- Ban Zhao (45-116): escritora, historiadora e intelectual china.
- Catalina de Alejandría (siglo III d. C.).

### Edad Media

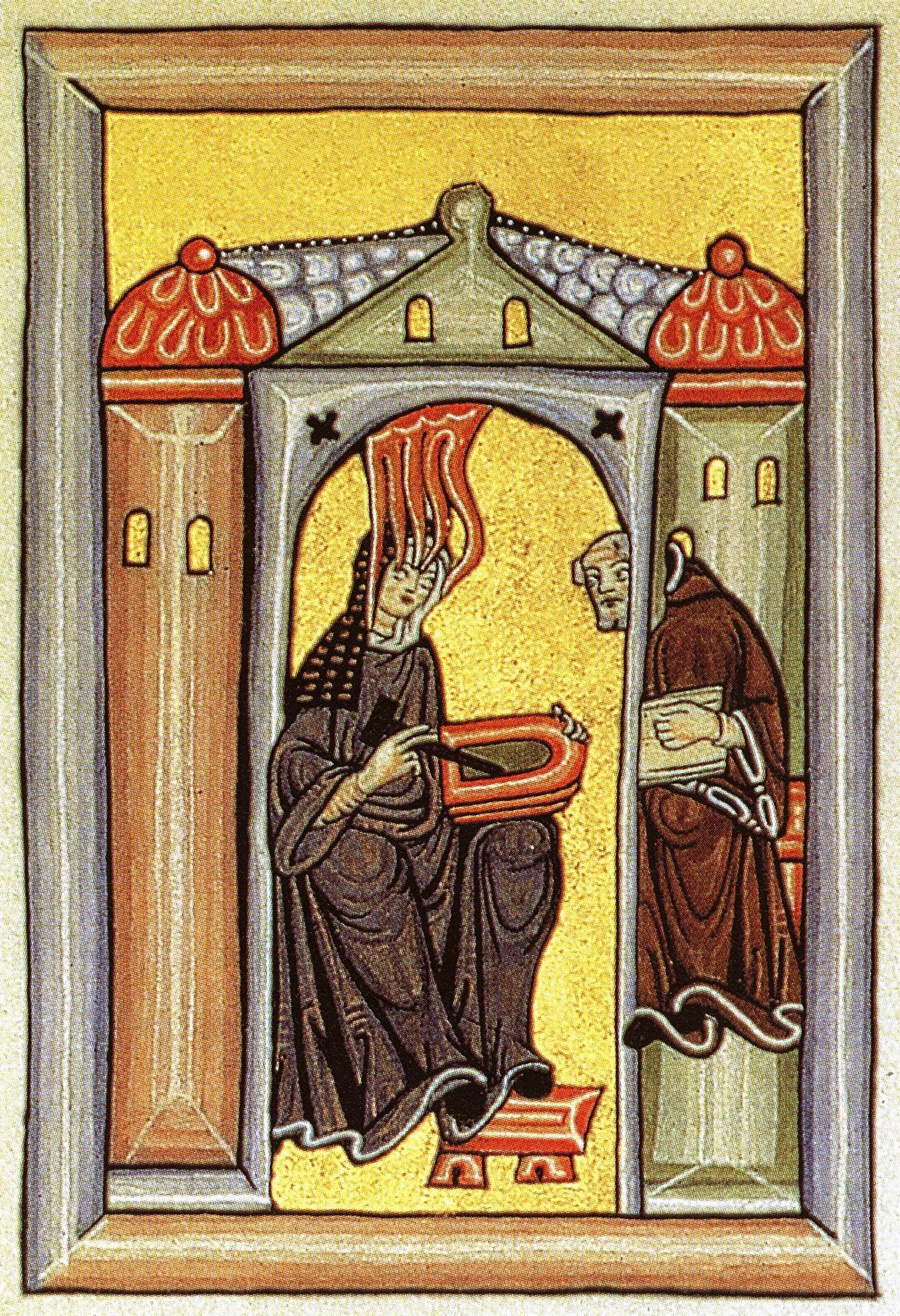
Hildegard von Bingen,.

Durante este período, las mujeres estaban de hecho excluidas del mundo de la cultura y marginadas de la vida social. En esta época las mujeres laicas no contaban, en general, con la suficiente instrucción. Por el contrario, sí hubo mujeres cultas en los conventos y monasterios, por ejemplo, bibliotecarias, escribanas y enseñantes. En el siglo XII, la princesa bizantina Ana Comneno, hija del emperador Alejo I Comneno, recibió una esmerada educación que la convirtió en erudita en literatura bizantina, historia, mitología y filosofía, incluyendo algunas dedicadas al estudio de Aristóteles junto con un grupo de comentaristas de su obra. Muchas de estas mujeres escribieron obras sobres sus experiencias místicas, así como algunos tratados científicos. En esta línea destaca Hildegarda de Bingen (1098–1179), beguina que dejó escritos de astronomía, botánica y medicina, así como libros proféticos, basados en sus visiones.
Cabe citar también a Herrada de Landsberg (c. 1130-1195), autora de la enciclopedia Hortus deliciarum (El jardín de las delicias), a Margarita Porete (c. 1250–1310), mística beguina y autora de El espejo de las almas simples, santa Catalina de Siena (1347–1380), teóloga y mística cristiana.
Christine de Pisan (1364 – c. 1430), filósofa y poeta humanista, es considerada la primera escritora profesional de la historia. Entre sus obras destaca La ciudad de las damas (1405). Es considerada por algunas autoras como precursora del feminismo occidental y se sitúa en el inicio de la llamada querella de las mujeres, un debate literario surgido en torno a la situación de las mujeres y su defensa frente a la situación de subordinación que marcaba la época.

### Renacimiento

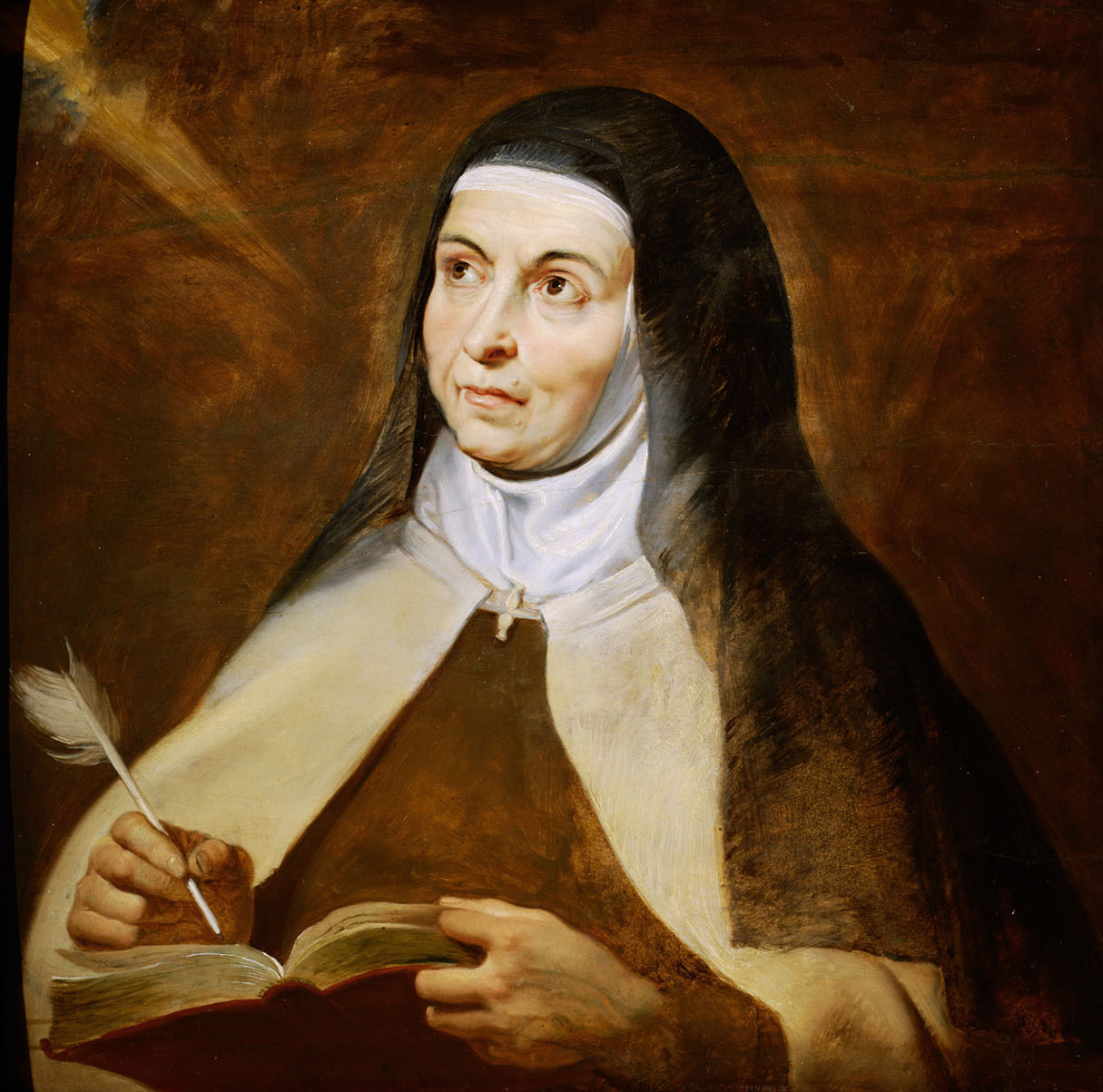
Teresa de Jesús (1515-1582).

Durante el Renacimiento, la filosofía continuó en manos masculinas, aunque algunos pensadores ya reconocían la influencia de las mujeres en el terreno de la cultura. En este sentido, se elaboraron elencos de mujeres célebres, con el fin de completar la trayectoria del pensamiento humano desde la antigüedad. Progresivamente se fueron debilitando las condiciones que impedían el acceso de las mujeres a la cultura y aumentó el número de mujeres que escribían poesía y se interesaban por la ciencia, la política y la música, fundamentalmente entre la clase noble. Así por ejemplo, Galileo mantuvo correspondencia con la duquesa de Toscana, Cristina de Lorena, a propósito de sus descubrimientos en astronomía y la defensa de las tesis copernicanas. Marie de Gournay (1565-1645) fue una crítica de la religión, proto-feminista, traductora y novelista que insistió en que las mujeres deberían ser educadas.
En el ámbito religioso y, concretamente, entre los reformadores católicos, destaca Teresa de Jesús (1515-1582), fundadora de monasterios y escritora. Su aguda percepción del dolor existencial humano se plasma en obras como Las moradas (1577), donde propone un camino interior de redención que conduce a la beatitud. La obra de Teresa de Jesús ejerció una enorme influencia sobre la teología de su época y posteriores, en particular sobre la teología mística, al subrayar el aspecto psicológico y emotivo de la experiencia religiosa.

### Barroco
- Anna Maria van Schurman (1607–1678).
- Isabel de Bohemia (1618–1680) influyó en muchas figuras y filósofos clave, especialmente René Descartes.
- Margareth Cavendish (Margaret Lucas) (1623-1673).
- Anne Conway (1631-1679).
- Damaris Cudworth Masham (1659–1708).
- Juana Inés de la Cruz (1651–1695): Virgen y religiosa de la Orden de San Jerónimo. Fue la primera mujer en el Virreinato de Nueva España, México en declarar a través de su famosa Respuesta a Sor Filotea de la Cruz, y la recientemente descubierta en los años 1980 Carta al R.P.M. Antonio Nuñez de Miranda de la Compañía de Jesús en favor de la educación, reflexión, participación y difusión de las mujeres en los diversos campos de estudio, desde la teología, ciencias sociales y humanidades como en las ciencias duras. Es considerada por los pensadores y filósofos de su época, así como en la época actual, como la primera mujer en reclamar y promover los derechos universales e igualitarios de las mujeres.
- Mary Astell (1666–1731).

### Ilustración

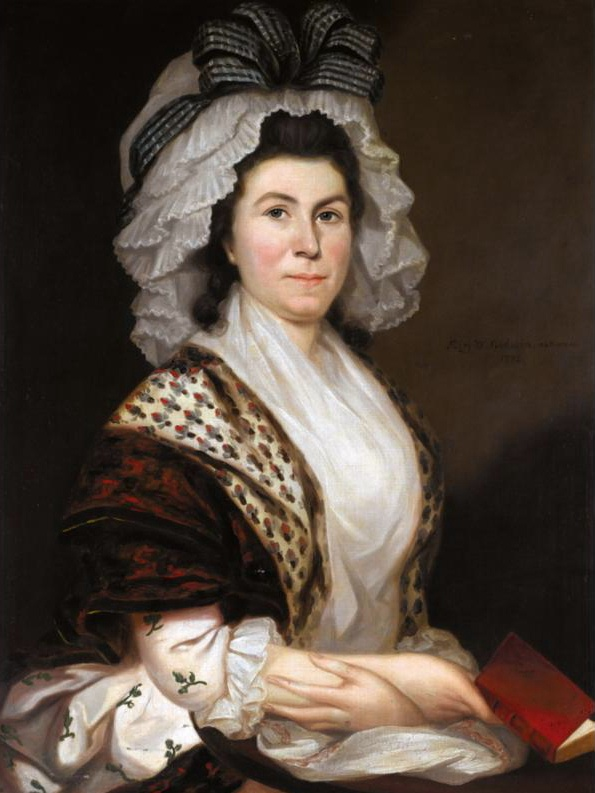
Mary Wollstonecraft, filósofa feminista, del (1759-1797)

- Catharine Trotter (1679-1749)
- Émilie du Châtelet (1706-1749)
- Olympe de Gouges (1748-1793)
- Judith Sargent Murray (1751-1820)
- Mary Wollstonecraft (1759-1797)
- Madame de Staël (1766-1817)
- Frances Wright (1795-1852)

### SigloXIX
- Harriet Taylor Mill (1807-1858)
- Elizabeth Cady Stanton (1815-1902)
- Susan B. Anthony (1820-1906)
- Harriet Tubman (1820-1913)
- Helen Taylor (1831-1907)
- Eleonor Marx (1844-1883)
- Laura Marx (1845-1911)

### SigloXXalXXI
- Lou Andreas-Salom (1861-1937)
- Voltairine de Cleyre (1866-1912)
- Emma Goldman (1869–1940)
- María Montessori (1870-1952)
- Rosa Luxemburgo (1871–1919)
- Aleksandra Kolontái (1872-1952)
- Eleanor Roosevelt (1884-1962)
- Hedwig Conrad-Martius (1888-1966)
- Edith Stein (1891-1942)
- Susanne Langer (1895–1985)
- María Zambrano (1904-1991)
- Ayn Rand (1905-1982)
- Hannah Arendt (1906-1975)
- Alice Ambrose (1906–2001)
- Simone de Beauvoir (1908-1986)
- Simone Weil (1909-1943)
- Raya Dunayevskaya (1910–1987)
- Elizabeth Anscombe (1919-2001)
- Jeanne Hersch (1910–2000)
- Iris Murdoch (1919-1999)
- Mary Midgley (1919-2019)
- Philippa Foot (1920-2010)
- Mary Warnock (1924-2019)
- Mary Hesse (1924-2016)
- Graciela Hierro (1928-2003)
- Françoise Collin (1928-2012)
- Judith Jarvis Thomson (1929-2020)
- Luce Irigaray (1930)
- Carla Lonzi (1931-1982)
- Nawal El Saadawi (1931-2021)
- Kate Millett (1934-2017)
- Susan Sontag (1933-2004)
- Sarah Kofman (1934–1994)
- Élisabeth de Fontenay (1934)
- Monique Wittig (1935-2003)
- Hélène Cixous (1937)
- Fatema Mernissi (1940-2015)
- Carole Pateman (1940)
- Marilyn Frye (1941)
- Julia Kristeva (1941)
- Victoria Camps (1941)
- Myriam Revault d'Allonnes (1942)
- Françoise Dastur (1942)
- Rosalind Hursthouse (1943)
- Patricia Churchland (1943)
- Blandine Kriegel (1943)
- Angela Davis (1944)
- Celia Amorós (1944)
- Elisabeth Badinter (1944)
- Nancy Cartwright (1944)
- Sylviane Agacinski (1945)
- Susan Haack (1945)
- Andrea Dworkin (1946-2005)
- Catharine MacKinnon (1946)
- Chantal Delsol (1947)
- Barbara Cassin (1947)
- Martha Nussbaum (1947)
- Nancy Fraser (1947)
- Catherine Chalier (1947)
- Adela Cortina (1947)
- Monique David Menard (1947)
- Genevieve Fraisse (1948)
- Michèle Le Dœuff (1948)
- Amelia Valcárcel (1950)
- María Luisa Femenías (1950)
- Chantal Maillard (1951)
- Alicia Puleo (1952)
- Linda Martín Alcoff (1955)
- Ana María Martínez de la Escalera (1953)
- Rosi Braidotti (1954)
- Luisa Posada (1957)
- Rosa María Rodríguez Magda (1957)
- Ruth Hagengruber (1958)
- Roxana Kreimer (1959)
- Ana de Miguel (1961)
- Alicia Miyares (1963)
- Natalie Depraz (1964)
- Tamar Gendler (1965)[15]